# Płowce (Stare Juchy)

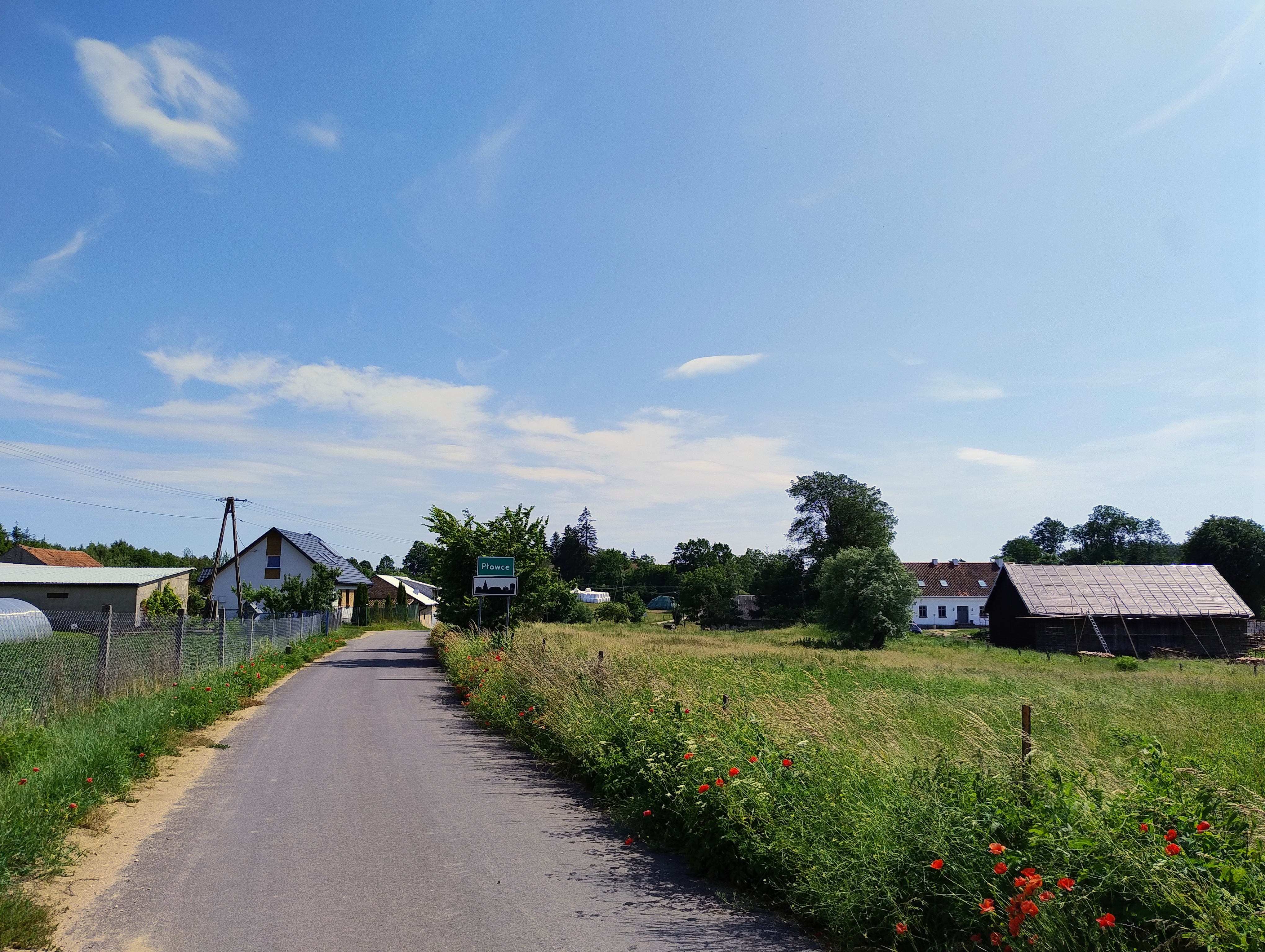
(2025)

Płowce (deutsch Plowczen, 1938 bis 1945 Plötzendorf) ist ein Dorf in der polnischen Woiwodschaft Ermland-Masuren, das zur Gmina Stare Juchy (Landgemeinde (Alt) Jucha, 1938 bis 1945 Fließdorf) im Powiat Ełcki (Kreis Lyck) gehört.

## Geographische Lage
Płowce liegt südlich des 205 Meter hohen Plowczer Berg (nach 1938: Plötzer Berg, polnisch Płowiecka Góra) in der östlichen Woiwodschaft Ermland-Masuren, 17 Kilometer nordwestlich der Kreisstadt Ełk (deutsch Lyck).

## Geschichte
Das kleine um 1500 Vlafky, nach 1785 Plowtzen, nach 1818 Plowszen und bis 1938 Plowczen genannte Dorf wurde 1475 gegründet. 
Im Jahr 1874 wurde es in den Amtsbezirk Orzechowen (polnisch Orzechowo) eingegliedert, der um 1900 in den „Amtsbezirk Neu Jucha“ umgewandelt und 1929 in den „Amtsbezirk Jucha“ bzw. 1939 in den „Amtsbezirk Fließdorf“ überging, bis 1945 zugehörig zum Kreis Lyck im Regierungsbezirk Gumbinnen (ab 1905: Regierungsbezirk Allenstein) in der preußischen Provinz Ostpreußen.
Die Einwohnerzahl belief sich 1910 auf 154, 1933 waren es noch 146. 
Aufgrund der Bestimmungen des Versailler Vertrags stimmte die Bevölkerung im Abstimmungsgebiet Allenstein, zu dem Plowczen gehörte, am 11. Juli 1920 über die weitere staatliche Zugehörigkeit zu Ostpreußen (und damit zu Deutschland) oder den Anschluss an Polen ab. In Plowczen stimmten 120 Einwohner für den Verbleib bei Ostpreußen, auf Polen entfielen keine Stimmen.
Am 18. August 1938 wurde Plowczen aus politisch-ideologischen Gründen der Abwehr fremdländisch klingender Ortsnamen in „Plötzendorf“ umbenannt. Die Zahl der Einwohner betrug 1939 noch 132.
In Kriegsfolge kam das Dorf 1945 mit dem gesamten südlichen Ostpreußen zu Polen und erhielt die polnische Namensform „Płowce“. Heute ist der kleine Ort Sitz eines Schulzenamtes  (polnisch Sołectwo) und somit eine Ortschaft im Verbund der Landgemeinde Stare Juchy ((Alt) Jucha, 1938 bis 1945 Fließdorf) im Powiat Ełcki (Kreis Lyck), bis 1998 der Woiwodschaft Suwałki, seither der Woiwodschaft Ermland-Masuren zugeordnet.

## Religionen
Bis 1945 war Plowczen in die evangelische Kirche Jucha (Fließdorf) in der Kirchenprovinz Ostpreußen der Kirche der Altpreußischen Union sowie in die römisch-katholische Kirche Lyck (polnisch Ełk) im Bistum Ermland eingepfarrt. 
Heute gehört Płowce katholischerseits zur Pfarrei Zelki (deutsch Neuhoff) im Bistum Ełk der Römisch-katholischen Kirche in Polen. Die evangelischen Einwohner halten sich zur Kirchengemeinde in der Kreisstadt Ełk, einer Filialgemeinde der Pfarrei Pisz (deutsch Johannisburg) in der Diözese Masuren der Evangelisch-Augsburgischen Kirche in Polen.

## Verkehr
Płwoce liegt ein wenig abseits des Verkehrsgeschehens und ist von der Nebenstraße 1702N bei Stare Krzywe (Alt Krzywen, 1936 bis 1945 Alt Kriewen) nur über einen Landweg zu erreichen. 